# Oswego (Nueva York)
Oswego fundada en 1848, es una ciudad ubicada en el condado de Oswego en el estado estadounidense de Nueva York. En el año 2000 tenía una población de 17,954 habitantes y una densidad poblacional de 905 personas por km². Oswego es además la sede de condado del condado de Oswego.

## Geografía
Oswego se encuentra ubicada en las coordenadas 43°27′17″N 76°30′24″O / 43.45472, -76.50667. Según la Oficina del Censo, la ciudad tiene un área total de 29,1 km² (11,2 mi²), de la cual 7,7 km² (3 mi²) es tierra y 3,6 km² (1,4 mi²) (31.76%) es agua.

## Demografía
Según la Oficina del Censo en 2000 los ingresos medios por hogar en la localidad eran de $28,248, y los ingresos medios por familia eran $41,613. Los hombres tenían unos ingresos medios de $33,220 frente a los $21,729 para las mujeres. La renta per cápita para la localidad era de $16,558. Alrededor del 13% de la población estaban por debajo del umbral de pobreza.